# Estación de La Llagosta
La Llagosta es una estación ferroviaria situada en el municipio español de La Llagosta, en la provincia de Barcelona, comunidad autónoma de Cataluña. Forma parte de la línea R2 de la red de Cercanías Barcelona operada por Renfe.

## Situación ferroviaria
La estación se encuentra en el punto kilométrico 15,5 de la línea férrea Barcelona-Cerbère en su sección entre Barcelona y Massanet a 46 metros de altitud. El tramo es de vía doble y está electrificado.

## Historia
Aunque la estación se encuentra en el tramo Barcelona-Granollers inaugurado por 22 de julio de 1854 por parte de la Compañía de los Caminos de Hierro de Barcelona a Granollers también llamada Compañía de los Caminos de Hierro del Norte de Barcelona no se construyó ninguna infraestructura capaz de atender el tráfico de viajeros hasta el final de la década de los 70.
A principios del año 2012 se inauguró la nueva estación de La Llagosta. Esta, cuenta con nuevos andenes, ascensores para PMR y con una cafetería.  (enlace roto disponible en Internet Archive; véase el historial, la primera versión y la última).

## La estación
Las instalaciones del recinto se limitan a una pequeña caseta para la venta de billetes y a dos andenes laterales a los que acceden dos vías. Mientras uno de los andenes dispone de una marquesina con tejado en uve el andén opuesto posee un pequeño refugio acristalado. (Hasta 2010-2011)
Cuando empezaron las obras de renovación de la estación, se tuvo que demoler todas las instalaciones, y a causa de esto, tuvieron que ubicar una provisional que contava con 2 andenes de muy baja altura, unos módulos que se encargaban de la venta de billetes y un paso superior (altísimo a causa de la altura de la catenaria) también provisional. 
En enero de 2012 se estrenó la nueva estación pero con la falta de algunos detalles como la línea de peaje para acceder a la estación, la cafetería (ahora en servicio) etc.

## Servicios ferroviarios
De los trenes de cercanías que paran, algunos son regionales cadenciados con destino Cerbère u origen Portbou que efectúan parada en todas las estaciones del tramo norte de la R2. Estos parten de la estación de Sants habitualmente, pues los trenes procedentes de la parte sur de la línea nunca llegan más allá de la estación de San Celoni.
Casi el 100 % de tráfico que soporta esta estación son trenes de cercanías con destinos Aeropuerto o Castelldefels (si se dirigen hacia Barcelona) o Granollers o Sant Celoni si se dirigen dirección Maçanet.
| << cabecera                    | < estación        | línea | estación          | cabecera >>                  |
| ------------------------------ | ----------------- | ----- | ----------------- | ---------------------------- |
| Rodalies de Catalunya de Renfe |                   |       |                   |                              |
| Aeropuerto                     | Moncada y Reixach |       | Mollet-San Fausto | San Celoni Massanet-Massanas |
| Castelldefels                  | Moncada y Reixach |       | Mollet-San Fausto | Granollers Centro            |